# Petřínská rozhledna
Petřínská rozhledna – 65,5-metrowa stalowa wieża widokowa w stolicy Czech – Pradze na wzgórzu Petřín. Wybudowana została w roku 1891 w związku z Wystawą Jubileuszową na wzór paryskiej wieży Eiffla.
Inicjatorami budowy byli założyciele Klubu Czeskich Turystów Vilém Kurz Starszy i Vratislav Pasovský, którzy w 1889 r. wraz z grupą 363 osób z Czech zwiedzili paryską Wystawę Światową. Jej główną atrakcją była specjalnie zaprojektowana i zbudowana wieża Eiffla. Obaj panowie podjęli działania w celu stworzenia podobnej atrakcji również w Pradze. Okazją do realizacji projektu stała się zaplanowana w tym mieście na rok 1891 Jubileuszowa Wystawa Krajowa (Jubilejní zemská výstava v Praze 1891).
Jeszcze w tym samym roku 1889 założone zostało w Pradze „Družstvo pro výstavbu Petřínské rozhledny”, które od miejscowego magistratu pozyskało grunt na szczycie Petřína. Autorem projektu architektonicznego wieży został sam Vratislav Pasovský, zaś za konstrukcję obiektu odpowiadali inżynierowie z firmy „Českomoravská strojírna”, František Prášil i Julius Souček. Wysoką na 58,7 m konstrukcję wieży wykonał zakład „Mostárna Pražská”. Uroczyste otwarcie wieży odbyło się 20 sierpnia 1891 r. Całkowity koszt budowy, który wstępnie szacowano na 32 tys. ówczesnych złotych, został przekroczony ponad dwukrotnie.
Wieża na Petřínie waży 175 ton. Posiada lekką, ażurową konstrukcję, nitowaną (podobnie jak jej paryski wzór) ze stalowych kształtowników. Odmiennie, niż jej paryska prekursorka, postawiona jest jednak na planie ośmioboku, a nie kwadratu. Poziom podstawy wieży leży na wysokości 324,16 m n.p.m., pierwszy podest znajduje się na wysokości 20 m nad ziemią, drugi – na wysokości 55 m nad ziemią, tj. ok. 200 m ponad lustrem Wełtawy. Szczyt wieży zwieńczyła oszklona latarnia z koroną św. Wacława i żelaznym masztem. Służył on do wciągania flagi, a jednocześnie pełnił funkcję piorunochronu. Używana była jako wieża obserwacyjna, a w latach 1953-1992 jako wieża nadawcza telewizyjna.
Obecnie wieża spełnia wyłącznie funkcję widokową i jest najwyższym obiektem tego typu w Czechach. Otwarta jest cały rok, a dostęp na górną platformę widokową umożliwia odwiedzającym 299 schodów (dwie klatki schodowe, osobno dla wchodzących i schodzących z wieży) oraz winda (dodatkowo płatna). Z góry rozpościera się dookolny widok na całą stolicę Czech.